# Wolframs-Eschenbach
Wolframs-Eschenbach (do 1917 Obereschenbach) – miasto w Niemczech, w kraju związkowym Bawaria, w rejencji Środkowa Frankonia, w regionie Westmittelfranken, w powiecie Ansbach, siedziba wspólnoty administracyjnej Wolframs-Eschenbach. Leży około 15 km na południowy wschód od Ansbachu.

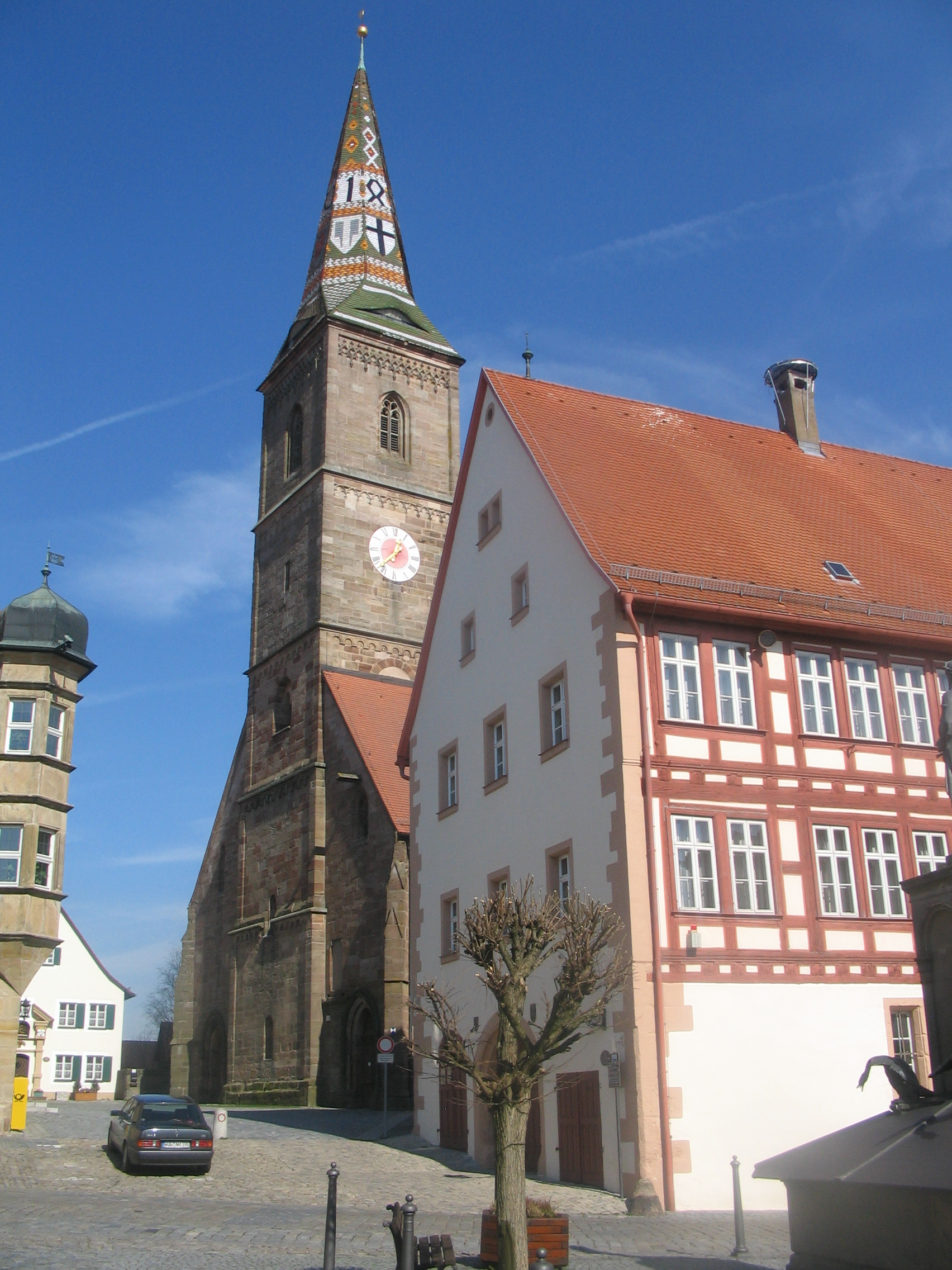
Katedra pw. NMP (Liebfrau)

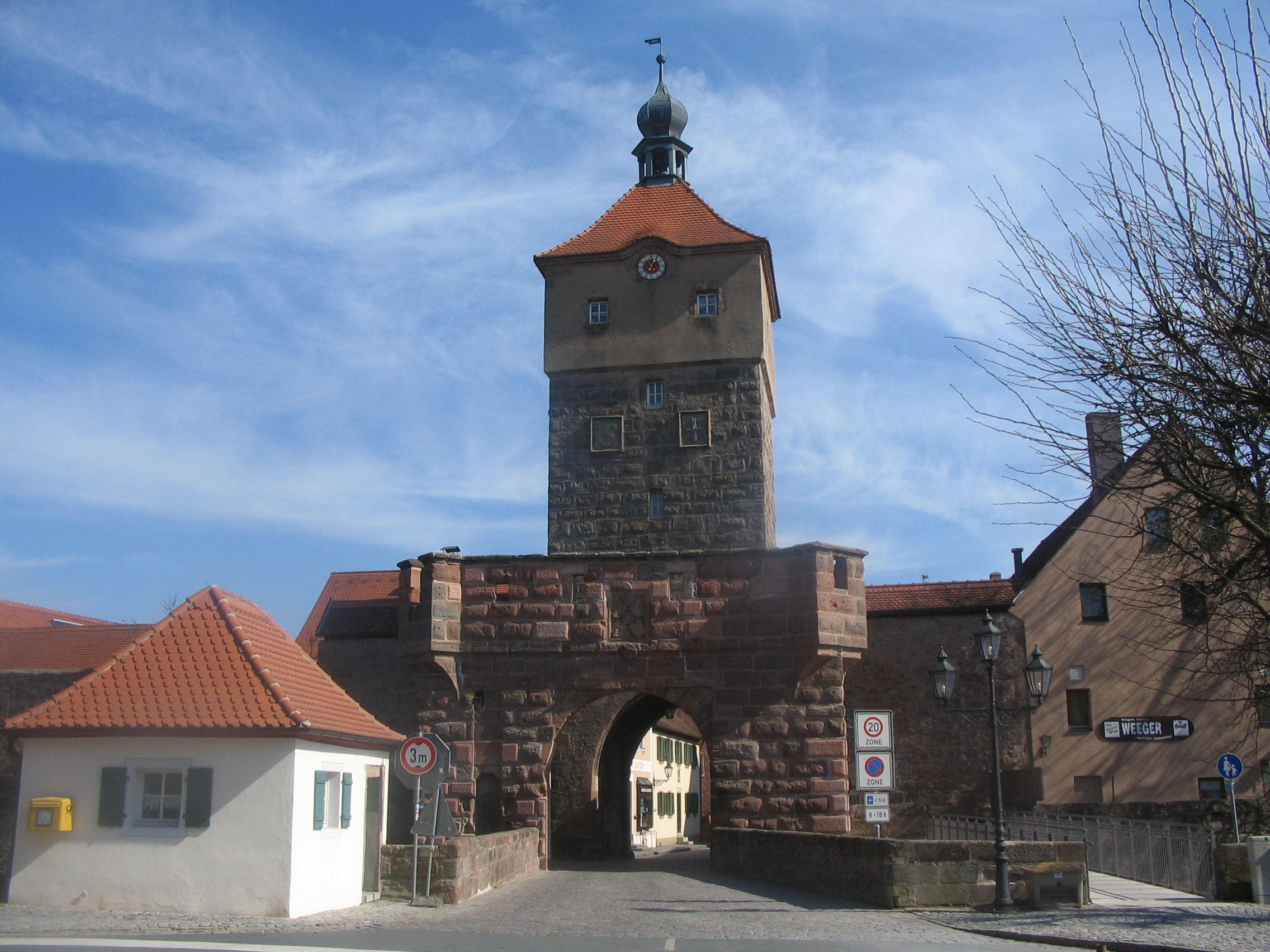
Brama Górna

## Dzielnice
W skład miasta wchodzą następujące dzielnice: Adelmannsdorf, Selgenstadt, Biederbach, Reutern, Wöltendorf, Sallmannshof, Utzenmühle, Bölleinsmühle, Waizendorf, Wolframs-Eschenbach.

## Współpraca
Miejscowości partnerskie:
- Donzenac, Francja
- Schlettau, Saksonia
- Zöblitz, Saksonia

## Osoby urodzone w Wolframs-Eschenbach
- Wolfram von Eschenbach, poeta